# Kris Meeke
Kris Meeke (Dungannon, Irlanda del Nord, 2 de juliol de 1979) és un pilot de ral·li, el qual ha disputat el Campionat Mundial de Ral·lis. Guanyador del Intercontinental Rally Challenge del 2009.

## Trajectòria
Meeke disputa el Campionat Mundial de Ral·lis júnior entre el 2003 i el 2008, aconseguint la tercera posició del certamen l'any 2005 amb un Citroën C2 S1600.
L'any 2009 disputa el Intercontinental Rally Challenge amb un Peugeot 207 S2000, aconseguint la victòria final, aconseguint ser el més ràpid a 4 dels ral·lis del campionat. La temporada següent acabaria en tercera posició.
Prodrive contractà a Meeke al 2011 per disputar algunes cites del Campionat Mundial de Ral·lis amb un Mini Countryman WRC oficial, quedant-se sense equip per la temporada 2012. La temporada 2013 tan sols disputarà un parell de ral·lis amb l'equip Abu Dhabi Citroën WRT substituint puntualment a Khalid Al Qassimi i a Dani Sordo.
La temporada 2014 i 2015 es converteix en pilot oficial de Citroën World Rally Team amb un Citroën DS3 WRC, guanyant el Ral·li de l'Argentina del 2015. L'any 2016, quan Citroën decideix pendre un any sabàtic del Mundial, Meeke passa a l'equip semioficial Abu Dhabi Citroën WRT, on guanya el Ral·li de Portugal i el Ral·li de Finlàndia.
L'any 2017, amb el retorn a la competició del Citroën World Rally Team, ara amb un Citroën C3 WRC, Meeke retorna a l'equip oficial, guanyant el Ral·li de Mèxic i el Ral·li de Catalunya. A la següent temporada Meeke queda fora de l'equip a mitja temporada degut al seu important número d'accidents i abandonaments.
L'any 2019 s'incorpora al equip Toyota Gazoo Racing WRT, on acabarà el campionat en sisena posició.

## Victòries al WRC
| # | Ral·li                                    | Any  | Copilot    | Vehicle         |
| - | ----------------------------------------- | ---- | ---------- | --------------- |
| 1 | 35th Rally Argentina                      | 2015 | Paul Nagle | Citroën DS3 WRC |
| 2 | 50º Rally de Portugal                     | 2016 | Paul Nagle | Citroën DS3 WRC |
| 3 | 66th Rally Finland                        | 2016 | Paul Nagle | Citroën DS3 WRC |
| 4 | 31º Rally Guanajuato México               | 2017 | Paul Nagle | Citroën C3 WRC  |
| 5 | 53è Ral·li RACC Catalunya - Costa Daurada | 2017 | Paul Nagle | Citroën C3 WRC  |